# Johannes Conrad Schauer
Pour les articles homonymes, voir Schauer.
Johannes Conrad Schauer (1813-1848) est un botaniste spécialiste des spermatophytes. Il est professeur de botanique à l’université de Greifswald. Parmi ses publications, on doit citer ses travaux et descriptions de myrtes d’Australie-Occidentale.